# دان غوردون (مخرج)
دان غوردون (بالإنجليزية: Dan Gordon)‏ هو رسام رسوم متحركة وكاتب سيناريو ومخرج أمريكي، ولد في القرن العشرين، وتوفي في 1969.

## وصلات خارجية
- دان غوردون على موقع IMDb (الإنجليزية)
- دان غوردون على موقع أول موفي (الإنجليزية)
- دان غوردون على موقع قاعدة بيانات الفيلم (الإنجليزية)
- دان غوردون على موقع كينوبويسك (الروسية)